# Éditions du Taupinambour
 (août 2019).
Les Éditions du Taupinambour sont une maison d'édition de bande dessinée, créée en 2005, spécialisée dans la réédition d'histoires publiées dans des périodiques (Spirou, Tintin, Pilote, Vaillant, Pif Gadget, Cœurs vaillants, Le Journal de Mickey) et inédites en album. La maison d'édition cesse son activité le 31 décembre 2022.

## Histoire
En 1998, Bernard Coulange découvre dans un grenier une collection de mini-récits, publiés dès la fin des années 1950 par l’hebdomadaire Spirou.  Il crée alors un site Internet, bdoubliees.com, qui propose des reproductions scannées de ce mini-récits. En 2003, il est contacté par Hervé Drouet, responsable de l’imprimerie Graphik à Soissons, qui lui propose de faire de ces reproductions des albums grâce à un système d’impression numérique qu'il a mis au point et qui évite l’offset trop coûteux pour des petits tirages. Ce système permet l'impression d'albums à dos toilé à quelques dizaines d'exemplaires à un tarif abordable, ce qui servira aux Éditions du Taupinambour comme à d'autres petits éditeurs.
Pour assurer la diffusion de ces ouvrages, Bernard Coulange crée, en 2004, sa propre maison d'éditions Le Coffre à BD.
Un an plus tard, en 2005, les éditions du Taupinambour sont fondées  par Hervé Drouet. L'éditeur se spécialise au départ dans la réédition de séries prépubliées dans Vaillant et Pif Gadget. Un accord conclu avec Jean-François Lécureux, fils Roger Lécureux permet notamment à l'éditeur la publication des intégrales des très nombreuses séries qu'il a scénarisées. Par la suite, l'éditeur étend son activité à la réédition de séries prépubliées dans d'autres revues (Spirou, Tintin, Pilote, Le Journal de Mickey). Plusieurs collections voient le jour comme Aventures et Mystères, Collections Vaillant, Coq Hardi, Découvertes, Hexagon Comics, Lécureux, etc. Les éditions du Taupinambour publient également quelques biographies, parfois en partenariat avec d'autres micro éditeurs
Parallèlement à son activité d'éditeur, Hervé Drouet poursuit son activité d'imprimeur : il imprime désormais les ouvrages de 28 autres micros éditeurs partenaires tels Pan Pan, Le Coffre à BD, Regards, La Vache qui médite, etc.
En 2017, Hervé Drouet décède. C'est son épouse, Cristina Drouet, qui reprend alors la maison d'éditions.
Les éditions du Taupinambour cessent leur activité le 31 décembre 2022.
Au total, les éditions du Taupinambour ont publié plus de 1000 titres,.

## Principales séries publiées
- Alan Ford par Magnus (alias Roberto Raviola) et Max Bunker
- Archibald Razmott, mini-barbouze de choc par Leo Baxendale
- Blason d'Argent par Mouminoux
- Bobo par Maurice Rosy et Paul Deliège
- Chevalier Beloiseau par Mike et Blareau
- Chronique d'extraterrestres par Jacques Devos
- Dédé Loupiot par René Giffey
- Djinn par Kiko et Jacques Devos
- Les Enquêtes de Ludo par Moallic et Crespi[5]
- Fanfan la Tulipe, par Lucien Nortier, Gati et Jean Sanitas
- Les Frères Bross par Pierre Guilmard et Vicq
- Génial Olivier par Jacques Devos
- Le Goulag par Dimitri,  suite de la série + 1 inédit : le 0
- Goutatou et Dorauchaux par Mouminoux
- Le Grêlé 7/13 par Lucien Nortier, Christian Gaty et Roger Lécureux
- Jacques Flash par Pierre Le Guen et Lécureux
- John Parade par Raymond Maric et Raffaele Carlo Marcello
- King de la police montée par Zane Grey et Jim Gary
- Loup Noir par Kline et Jean Ollivier
- Lynx blanc par Paul Gillon et Roger Lécureux
- Nasdine Hodja par Angelo Di Marco et Roger Lécureux
- Professeur Pipe par Jean Cézard
- Rififi par Mouminoux
- Les Robinsons de la Terre par Alfonso Font et Roger Lécureux
- Tarao par Roger Lécureux et Raffaele Carlo Marcello
- Tif et Tondu par Fernand Dineur[6].
- Zor et Mlouf contre 333 par Jacques Kamb et Jean Sanitas